# جيمس سبريغز باين
جيمس سبريغز باين (بالإنجليزية: James Spriggs Payne)‏ (و. 1819 – 1882 م) هو سياسي من ليبيريا ولد في ريتشموند.